# Christian Venge
Christian Venge (ur. 1 grudnia 1972) – hiszpański niewidomy kolarz. Mistrz paraolimpijski z Pekinu w 2008 roku oraz z Londynu w 2012 roku.

## Medale Igrzysk Paraolimpijskich

### 2012
- – Kolarstwo – wyścig uliczny/trial na czas – B

### 2008
- – Kolarstwo – trial na czas – B&VI 1–3
- – Kolarstwo – bieg pościgowy indywidualnie – B&VI 1–3

### 2004
- – Kolarstwo – wyścig uliczny/trial na czas – B 1–3

## Kolarstwo
Venge rywalizował na Letnich Igrzyskach Paraolimpijskich w 2000 roku w kolarstwie. Był trzecim kolarzem, który ukończył wyścig na torze indywidualnego pościgu w tandemie dla niewidomych mężczyzn. Startował również na Letnich Igrzyskach Paraolimpijskich w 2004 roku w kolarstwie, zajmując drugie miejsce w wyścigu szosowym dla niewidomych mężczyzn. W 2008 roku ponownie brał udział w Paraolimpiadzie w kolarstwie, gdzie był pierwszym kolarzem, który ukończył wyścig szosowy w tandemie. Zajął także drugie miejsce w indywidualnym pościgu na torze. W 2012 roku uczestniczył w Letnich Igrzyskach Paraolimpijskich w kolarstwie, gdzie zajął pierwsze miejsce w wyścigu na czas szosowym. Jego pilotem podczas tych zawodów był David Llaurado. Ogółem zdobył pięć medali paraolimpijskich. Wziął również udział w Letnich Igrzyskach Paraolimpijskich w 2020 roku w Tokio, reprezentując Hiszpanię.
W 2009 roku, wspólnie z Davidem Llaurado jako pilotem, zdobył złoty medal na Mistrzostwach Świata IPC w Kolarstwie Szosowym. Pochodzi z regionu Katalonii w Hiszpanii i otrzymał stypendium Plan ADO w 2012 roku.